# (27924) 1997 AZ10
(27924) 1997 AZ10 est un astéroïde de la ceinture principale découvert en 1997.

## Description
(27924) 1997 AZ10 a été découvert le 9 janvier 1997 à Sudbury, dans le Massachusetts, aux Etats-Unis, par Dennis di Cicco.

### Caractéristiques orbitales
L'orbite de cet astéroïde est caractérisée par un demi-grand axe de 2,24 UA, un périhélie de 2,00 UA, une excentricité de 0,10 et une inclinaison de 1,22° par rapport à l'écliptique. Du fait de ces caractéristiques, à savoir un demi-grand axe compris entre 2 et 3,2 UA et un périhélie supérieur à 1,666 UA, il est classé, selon la JPL Small-Body Database, comme objet de la ceinture principale.

### Caractéristiques physiques
(27924) 1997 AZ10 a une magnitude absolue (H) de 16,3 et un albédo estimé à 0,064.